# Saint-Calais
Saint-Calais è un comune francese di 3 713 abitanti situato nel dipartimento della Sarthe nella regione dei Paesi della Loira.

## Storia

### Simboli
Lo stemma comunale, in uso dal 1703, si blasona:

## Società

### Evoluzione demografica
Abitanti censiti